# Tercera Federación - Grupo X 2025-26
La temporada 2025-26 del Grupo X de la Tercera Federación de fútbol comenzará el 7 de septiembre de 2025 y finalizará el 10 de mayo de 2026. Posteriormente se disputará la promoción de ascenso entre el 17 de mayo y el 7 de junio en su fase territorial, y para finalizar en su fase nacional entre el 14 y 21 de junio. Se trata de la cuarta edición tras la restructuración de las categorías no profesionales por parte de la RFEF a causa de la pandemia global causada por el Coronavirus; y es la quinta categoría a nivel nacional.

## Sistema de competición
Participan dieciocho clubes encuadrados en un único grupo. Se enfrentan todos contra todos en dos ocasiones -una en campo propio y otra en campo contrario- durante un total de 34 jornadas. El orden de los encuentros se decide por sorteo antes de empezar la competición. La Federación de Fútbol de Andalucía es la responsable de designar las fechas de los partidos y los árbitros de cada encuentro, reservando al equipo local la potestad de fijar el horario exacto de cada encuentro.
Una vez finalizada la competición, el primer clasificado asciende directamente a Segunda Federación y se proclama campeón de Tercera Federación.
Los clasificados entre el segundo y el quinto lugar disputan un Play Off territorial en formato de eliminatorias a doble partido ida y vuelta. En caso de empate el vencedor de la eliminatoria es el equipo mejor clasificado. El equipo vencedor de este Play Off se clasifica a la Promoción de ascenso a Segunda Federación que tiene carácter de final interterritorial.
Los tres últimos clasificados descienden directamente a División de Honor Andaluza o a Primera División Autonómica de Melilla. Puede haber más descensos por arrastre provocados por descensos de superior categoría.

## Ascensos y descensos
| Pos. | Ascendidos a 2.ª Federación         |
| ---- | ----------------------------------- |
| 1º   | Salerm Cosmetics Puente Genil F. C. |

| Pos. | Descendidos de 2.ª Federación |
| ---- | ----------------------------- |
| 14.º | R. B. Linense                 |
| 15.º | Cádiz C. F. Mirandilla        |

| Pos. | Ascendidos de División de Honor |
| ---- | ------------------------------- |
| 1º   | Chiclana C. F.                  |
| 2º   | Castilleja C. F.                |
| 3º   | Dos Hermanas C. F.              |

| Pos. | Descendidos a División de Honor |
| ---- | ------------------------------- |
| 15.º | A. D. Cartaya                   |
| 16.º | La Palma C. F.                  |
| 17.º | Atlético Espeleño               |
| 18.º | C. D. Inter Sevilla             |

## Equipos

### Listado de equipos
| Equipo                  | Localidad                          | Estadio                                    | Fundación | Provincia | Comunidad / Ciudad Autónoma |
| ----------------------- | ---------------------------------- | ------------------------------------------ | --------- | --------- | --------------------------- |
| Atlético Central        | Sevilla                            | Vega de Triana                             | 2018      | Sevilla   | Andalucía (zona occidental) |
| C. D. Utrera            | Utrera                             | San Juan Bosco                             | 1946      | Sevilla   | Andalucía (zona occidental) |
| Castilleja C. F.        | Castilleja de la Cuesta            | Estadio Municipal Antonio Almendro         | 1929      | Sevilla   | Andalucía (zona occidental) |
| Coria C. F.             | Coria del Río                      | Estadio Guadalquivir                       | 1923      | Sevilla   | Andalucía (zona occidental) |
| Dos Hermanas C. F. 1971 | Dos Hermanas                       | Miguel Román García                        | 2014      | Sevilla   | Andalucía (zona occidental) |
| Sevilla F. C. "C"       | Sevilla                            | Ciudad deportiva José Ramón Cisneros       | 2003      | Sevilla   | Andalucía (zona occidental) |
| U. D. Tomares           | Tomares                            | San Sebastián                              | 1976      | Sevilla   | Andalucía (zona occidental) |
| Cádiz C. F. Mirandilla  | Barrio Jarana (Puerto Real), Cádiz | Ramón Blanco                               | 1973      | Cádiz     | Andalucía (zona occidental) |
| Chiclana C. F.          | Chiclana de la Frontera            | Municipal de Deportes                      | 1948      | Cádiz     | Andalucía (zona occidental) |
| Conil C. F.             | Conil de la Frontera               | José Antonio Pérez Ureba                   | 1931      | Cádiz     | Andalucía (zona occidental) |
| R. B. Linense           | La Línea de la Concepción          | Municipal                                  | 1921      | Cádiz     | Andalucía (zona occidental) |
| C. D. Ciudad de Lucena  | Lucena                             | Ciudad de Lucena                           | 2008      | Córdoba   | Andalucía (zona occidental) |
| C. D. Pozoblanco        | Pozoblanco                         | Municipal Pozoblanco                       | 1926      | Córdoba   | Andalucía (zona occidental) |
| Córdoba C. F. "B"       | Córdoba                            | Nuevo Árcangel                             | 1997      | Córdoba   | Andalucía (zona occidental) |
| Atlético Onubense       | Huelva                             | Ciudad deportiva Decano del Fútbol Español | 1960      | Huelva    | Andalucía (zona occidental) |
| Bollullos C. F.         | Bollullos Par del Condado          | Eloy Ávila Cano                            | 1932      | Huelva    | Andalucía (zona occidental) |
| C. D. San Roque de Lepe | Lepe                               | Estadio Ciudad de Lepe                     | 1956      | Huelva    | Andalucía (zona occidental) |
| A. D. Ceuta F. C. "B"   | Ceuta                              | José Martínez Pirri                        | 2013      | -         | Ceuta                       |

| Dos Hermanas Bollullos Castilleja At. Central Ceuta "B" Cádiz "B" C. Lucena Conil Córdoba "B" Chiclana Onubense Pozoblanco Linense San Roque Coria Sevilla "C" Tomares Utrera |

### Equipos por provincia
| N.º | Provincia | Equipos |
| --- | --------- | --- |
| 7   | Sevilla   | Atlético Central, C. D. Utrera, Castilleja C. F., Coria C. F. Dos Hermanas C. F. 1971, Sevilla F. C. "C" y U. D. Tomares |
| 4   | Cádiz     | Cádiz C. F. Mirandilla, Chiclana C. F., Conil C. F. y R. B. Linense                                                      |
| 3   | Córdoba   | C. D. Ciudad de Lucena, C. D. Pozoblanco y Córdoba C. F. "B"                                                             |
| 3   | Huelva    | Atlético Onubense, Bollullos C. F. y C. D. San Roque de Lepe                                                             |
| 1   | Ceuta     | A. D. Ceuta F. C. "B" |

## Clasificación
| Pos. | Equipo                  | Pts. | PJ | G | E | P | GF | GC | Dif. |                                                                   |
| ---- | ----------------------- | ---- | -- | - | - | - | -- | -- | ---- | ----------------------------------------------------------------- |
| 1    | A. D. Ceuta F. C. "B"   | 0    | 0  | 0 | 0 | 0 | 0  | 0  | 0    | Ascenso a Segunda Federación y Copa del Rey                       |
| 2    | Atlético Central        | 0    | 0  | 0 | 0 | 0 | 0  | 0  | 0    | Acceso a Promoción de Ascenso a Segunda Federación y Copa del Rey |
| 3    | Atlético Onubense       | 0    | 0  | 0 | 0 | 0 | 0  | 0  | 0    | Acceso a Promoción de Ascenso a Segunda Federación                |
| 4    | Bollullos C. F.         | 0    | 0  | 0 | 0 | 0 | 0  | 0  | 0    | Acceso a Promoción de Ascenso a Segunda Federación                |
| 5    | Cádiz C. F. Mirandilla  | 0    | 0  | 0 | 0 | 0 | 0  | 0  | 0    | Acceso a Promoción de Ascenso a Segunda Federación                |
| 6    | Castilleja C. F.        | 0    | 0  | 0 | 0 | 0 | 0  | 0  | 0    |                                                                   |
| 7    | C. D. Ciudad de Lucena  | 0    | 0  | 0 | 0 | 0 | 0  | 0  | 0    |                                                                   |
| 8    | C. D. Pozoblanco        | 0    | 0  | 0 | 0 | 0 | 0  | 0  | 0    |                                                                   |
| 9    | C. D. San Roque de Lepe | 0    | 0  | 0 | 0 | 0 | 0  | 0  | 0    |                                                                   |
| 10   | C. D. Utrera            | 0    | 0  | 0 | 0 | 0 | 0  | 0  | 0    |                                                                   |
| 11   | Chiclana C. F.          | 0    | 0  | 0 | 0 | 0 | 0  | 0  | 0    |                                                                   |
| 12   | Conil C. F.             | 0    | 0  | 0 | 0 | 0 | 0  | 0  | 0    |                                                                   |
| 13   | Córdoba C. F. "B"       | 0    | 0  | 0 | 0 | 0 | 0  | 0  | 0    |                                                                   |
| 14   | Coria C. F.             | 0    | 0  | 0 | 0 | 0 | 0  | 0  | 0    |                                                                   |
| 15   | Dos Hermanas C. F. 1971 | 0    | 0  | 0 | 0 | 0 | 0  | 0  | 0    |                                                                   |
| 16   | R. B. Linense           | 0    | 0  | 0 | 0 | 0 | 0  | 0  | 0    | Descenso a División de Honor                                      |
| 17   | Sevilla F. C. "C"       | 0    | 0  | 0 | 0 | 0 | 0  | 0  | 0    | Descenso a División de Honor                                      |
| 18   | U. D. Tomares           | 0    | 0  | 0 | 0 | 0 | 0  | 0  | 0    | Descenso a División de Honor                                      |

Actualizado a los partidos jugados el 7 de septiembre de 2025.
 Fuente: 

### Evolución de la clasificación
| Jornada | 1 | 2 | 3 | 4 | 5 | 6 | 7 | 8 | 9 | 10 | 11 | 12 | 13 | 14 | 15 | 16 | 17 | 18 | 19 | 20 | 21 | 22 | 23 | 24 | 25 | 26 | 27 | 28 | 29 | 30 | 31 | 32 | 33 | 34 |
| Equipo  |   |   |   |   |   |   |   |   |   |    |    |    |    |    |    |    |    |    |    |    |    |    |    |    |    |    |    |    |    |    |    |    |    |    |
| ------- | - | - | - | - | - | - | - | - | - | -- | -- | -- | -- | -- | -- | -- | -- | -- | -- | -- | -- | -- | -- | -- | -- | -- | -- | -- | -- | -- | -- | -- | -- | -- |
|         |   |   |   |   |   |   |   |   |   |    |    |    |    |    |    |    |    |    |    |    |    |    |    |    |    |    |    |    |    |    |    |    |    |    |

## Resultados
| Local \ Visitante       | CEU | ATC | ATO | BOL | CCF | CAS | CLU | POZ | SRL | UTR | CHI | CON | CRD | COR | DOS | RBL | SEV | TOM |
| ----------------------- | --- | --- | --- | --- | --- | --- | --- | --- | --- | --- | --- | --- | --- | --- | --- | --- | --- | --- |
| A. D. Ceuta F. C. "B"   | —   |     |     |     |     |     |     |     |     |     |     |     |     |     |     |     |     |     |
| Atlético Central        |     | —   |     |     |     |     |     |     |     |     |     |     |     |     |     |     |     |     |
| Atlético Onubense       |     |     | —   |     |     |     |     |     |     |     |     |     |     |     |     |     |     |     |
| Bollullos C. F.         |     |     |     | —   |     |     |     |     |     |     |     |     |     |     |     |     |     |     |
| Cádiz C. F. Mirandilla  |     |     |     |     | —   |     |     |     |     |     |     |     |     |     |     |     |     |     |
| Castilleja C. F.        |     |     |     |     |     | —   |     |     |     |     |     |     |     |     |     |     |     |     |
| C. D. Ciudad de Lucena  |     |     |     |     |     |     | —   |     |     |     |     |     |     |     |     |     |     |     |
| C. D. Pozoblanco        |     |     |     |     |     |     |     | —   |     |     |     |     |     |     |     |     |     |     |
| C. D. San Roque de Lepe |     |     |     |     |     |     |     |     | —   |     |     |     |     |     |     |     |     |     |
| C. D. Utrera            |     |     |     |     |     |     |     |     |     | —   |     |     |     |     |     |     |     |     |
| Chiclana C. F.          |     |     |     |     |     |     |     |     |     |     | —   |     |     |     |     |     |     |     |
| Conil C. F.             |     |     |     |     |     |     |     |     |     |     |     | —   |     |     |     |     |     |     |
| Córdoba C. F. "B"       |     |     |     |     |     |     |     |     |     |     |     |     | —   |     |     |     |     |     |
| Coria C. F.             |     |     |     |     |     |     |     |     |     |     |     |     |     | —   |     |     |     |     |
| Dos Hermanas C. F. 1971 |     |     |     |     |     |     |     |     |     |     |     |     |     |     | —   |     |     |     |
| R. B. Linense           |     |     |     |     |     |     |     |     |     |     |     |     |     |     |     | —   |     |     |
| Sevilla F. C. "C"       |     |     |     |     |     |     |     |     |     |     |     |     |     |     |     |     | —   |     |
| U. D. Tomares           |     |     |     |     |     |     |     |     |     |     |     |     |     |     |     |     |     | —   |

## Play Off de Ascenso a Segunda Federación
|  | Semifinales                              | Semifinales                              | Semifinales                              | Semifinales                              | Semifinales                              |  |  | Final                                      | Final                                      | Final                                      | Final                                      | Final                                      |  |
|  | mayo de 2026 (ida) mayo de 2026 (vuelta) | mayo de 2026 (ida) mayo de 2026 (vuelta) | mayo de 2026 (ida) mayo de 2026 (vuelta) | mayo de 2026 (ida) mayo de 2026 (vuelta) | mayo de 2026 (ida) mayo de 2026 (vuelta) |  |  | junio de 2026 (ida) junio de 2026 (vuelta) | junio de 2026 (ida) junio de 2026 (vuelta) | junio de 2026 (ida) junio de 2026 (vuelta) | junio de 2026 (ida) junio de 2026 (vuelta) | junio de 2026 (ida) junio de 2026 (vuelta) |  |
|  |                                          |                                          |                                          |                                          |                                          |  |  |                                            |                                            |                                            |                                            |                                            |  |
|  |                                          |                                          |                                          |                                          |                                          |  |  |                                            |                                            |                                            |                                            |                                            |  |
|  |                                          |                                          |                                          |                                          |                                          |  |  |                                            |                                            |                                            |                                            |                                            |  |
|  |                                          |                                          |                                          |                                          |                                          |  |  |                                            |                                            |                                            |                                            |                                            |  |
|  |                                          |                                          |                                          |                                          |                                          |  |  |                                            |                                            |                                            |                                            |                                            |  |
|  |                                          |                                          |                                          |                                          |                                          |  |  |                                            |                                            |                                            |                                            |                                            |  |
|  |                                          |                                          |                                          |                                          |                                          |  |  |                                            |                                            |                                            |                                            |                                            |  |
|  |                                          |                                          |                                          |                                          |                                          |  |  |                                            |                                            |                                            |                                            |                                            |  |
|  |                                          |                                          |                                          |                                          |                                          |  |  |                                            |                                            |                                            |                                            |                                            |  |
|  |                                          |                                          |                                          |                                          |                                          |  |  |                                            |                                            |                                            |                                            |                                            |  |
|  |                                          |                                          |                                          |                                          |                                          |  |  |                                            |                                            |                                            |                                            |                                            |  |
|  |                                          |                                          |                                          |                                          |                                          |  |  |                                            |                                            |                                            |                                            |                                            |  |
|  |                                          |                                          |                                          |                                          |                                          |  |  |                                            |                                            |                                            |                                            |                                            |  |